# Nyizsnyekamszki vízerőmű
A Nyizsnyekamszki vízerőmű (oroszul: Нижнекамская гидроэлектростанция [Nyizsnyekamszkaja gidroelektrosztancija]) Oroszország európai részén, a Káma alsó folyásán kialakított vízerőmű-rendszer utolsó tagja. Az erőműrendszer további két tagja a folyón feljebb: a Votkinszki vízerőmű (Csajkovszkij városnál) és a Kámai vízerőmű (Permnél).

## Ismertetése
A Nyizsnyekamszki vízerőmű Tatárföldön, Naberezsnije Cselni város mellett épült. Többek között a Kámai Autógyár (KamAZ) és a traktorgyár, valamint a Nyizsnyekamszkban létesített vegyipari kombinát energiaellátását volt hivatva biztosítani. Építése 1963-ban kezdődött, első egységét 1979-ben helyezték üzembe, 1987-ig összesen 16 turbinát szereltek be. 
Az erőmű tervezett teljesítménye 1248 MW, éves energiatermelése 2,67 milliárd kilowattóra. A gát hossza 2976 méter és max. 30 méter magas. A Káma felduzzasztásával a gát mögött kialakított Nyizsnyekamszki-víztározó vízszintjét eredetileg 68 m abszolút magasságban határozták meg (feltöltött állapotban). A jelenlegi kb. 63,5 m-es vízszint mellett azonban az erőmű teljesítménye messze elmarad a tervezettől. Bár 1990-re az építkezést lényegében nagyrészt befejezték, a vízerőmű hivatalos átadása nem történt meg.
A létesítményhez hajózsilip is épült. A gáton vasútvonal és a Moszkva–Kazany–Ufa M7-es „Volga” főút vezet keresztül.